# 李建军 (记者)
李建军（1977年7月29日—），山西平遥人，中国记者，曾就职于《山西晚报》和《成都商报》。

## 生平
2012年，李建军实名举报了华润集团董事长宋林。李建军举报宋林之后，山西金业集团总裁张新明、山西省公安厅干部旋即应对，数度对李建军和他的家人使用“威胁恐吓”手段打击报复。

## 奖项
| 年份 | 颁奖方     | 奖项         | 是否得奖 | 备注  |
| ---- | ---------- | ------------ | -------- | ----- |
| 2014 | 记者无国界 | 百位新闻英雄 | 獲獎     | [ 4 ] |